# Никодим (Нагаев)
Архиепи́скоп Никоди́м (в миру Никола́й Васи́льевич Нага́ев; 11 ноября 1883, Або, Великое княжество Финляндское — 17 октября 1976, Лондон) — генерал-майор Генерального штаба, герой Первой мировой войны, участник Белого движения. Архиепископ Ричмондский и Британский Русской православной церкви за рубежом.

## Биография
Родился 28 апреля 1883 года в небольшом городе Або в Великом княжестве Финляндском (ныне Турку, Финляндия), входящего в состав Российской Империи, в дворянской семье.
Детские и юношеские годы провёл в Санкт-Петербурге. О своем детстве владыка Никодим вспоминал: «насколько я себя помню с ранних лет, до того как родилось сознательное отношение к молитве, меня влекло в Божий храм. Душа сроднилась с атмосферой духовной».

### Военная служба
В 1901 году окончил Первый кадетский корпус, а в 1903 году — Павловское военное училище, откуда выпущен был подпоручиком в лейб-гвардии 2-й стрелковый батальон. Окончил 2 класса Николаевской военной академии, после чего в 1910 году вернулся в свой батальон, развёрнутый в полк.
В Первую мировую войну вступил со 2-м стрелковым полком. Приказом армии и флоту от 21 апреля 1917 года полковник Нагаев был пожалован орденом Святого Георгия 4-й степени
За то, что в бою 1 октября 1916 года в квадратном лесу юго-восточнее д. Войнин, командуя 1-м батальоном названного полка, во главе своих рот, под сильным огнём противника, стремительным штыковым ударом преодолев проволочные заграждения, выбил неприятеля из укрепленной позиции, ворвался в его окопы, занял их и закрепился; в течение двух дней отбивал его яростные контр-атаки, а после смерти командира 2-й роты лично руководил гренадерским боем этой роты.
29 мая 1917 года назначен командиром лейб-гвардии 2-го стрелкового Царскосельского полка, в каковой должности состоял до 16 декабря того же года. Был произведён в генерал-майоры.
Вступил в Добровольческую армию во время её создания. Участник 1-го Кубанского похода и во 2-м Кубанском походе летом 1918 года как командир отдельного пластунского батальона, непосредственно подчинённого Главнокомандующему. В конце 1918 года участвовал в формировании гвардейских частей в составе Добровольческой армии. В 1919 году занимал пост начальника штаба сводно-гвардейской дивизии генерала Н. И. Штакельберга.
Летом 1919 года направлен А. И. Деникиным в Сибирь на помощь А. В. Колчаку.
После эвакуации из Крыма продолжал числиться в списках офицеров Генерального штаба Русской армии генерала П. Н. Врангеля на 1922 год.

### Эмиграция
Жил в эмиграции в Белграде, где сблизился с церковной жизнью и тут особенно благотворное влияние на него имело «Братство преподобного Серафима». Также доброе влияние имели на него русские архипастыри — митрополит Антоний (Храповицкий), архиепископ Полтавский Феофан (Быстров), а затем и Мильковский монастырь во главе с его игуменом схиархимандритом Амвросием (Кургановым). Пел на клиросе. Был чтецом.
Автор воспоминаний о русской гвардии довоенного времени «В памятные дни гвардейских стрелков» (Кн. 1. Таллин, 1932; Кн. 2. Таллин, 1937). Также автор статьи «Некоторые особенности гражданской войны на Юге России в 1918—1920 гг. (Ездящая пехота)», опубликованной в «Военном сборнике» (кн. 1, Белград, 1921). Председатель юго-западной группы Союза царскосельских стрелков.
В 1943 году в Югославии по благословению митрополита Анастасия (Грибановского) был пострижен в монашество с именем Никодим в честь преподобного Никодима, просфорника Киево-Печерского. Состоял в братстве преподобного Серафима Саровского.
Им же в 1944 году рукоположён в сан диакона и священника, и 6 февраля 1944 года назначен священником 4-го полка в чине гауптмана — капитана Русского охранного корпуса — вооружённого формирования, созданного русскими эмигрантами в целях самозащиты и подчинённого немецкому командованию. В 1945 состоял при штабе корпуса.
Принимал активное участие в строительстве обители святого Иова Почаевского под Мюнхеном (1953). Был почётным председателем объединения лейб-гвардии 2-го стрелкового Царскосельского полка.
В 1948 году, он был назначен приходским священником церкви в Осье-ла-Ферриере во Франции, и некоторое время также служил с архиепископом Леонтием (Бартошевичем) в Женеве. В 1952 году направлен служить в Англию.

#### Архиерей
22 октября 1953 года Архиерейский Собор РПЦЗ постановил: «Учредить в Англии викариатство Зап. Европейской епархии, а о титуле викария иметь особое суждение в Архиерейском Синоде, по получении всех справок о наиболее удобном по местным условиям названии», а также: «На кафедру викарного епископа в Англии, назначить архимандрита Никодима /Ногаева/, с совершением его хиротонии во время, какое найдет удобным для сего Преосвященный Архиепископ Иоанн».
18 июля 1954 года в храме-памятнике убиенной Царской Семье в Брюсселе хиротонисан в сан епископа Престонского, викария Западноевропейской епархии. Чин хиротонии совершили архиепископы Брюссельский и Западно-Европейский Иоанн (Максимович), епископ Берлинский и Германский Александр (Ловчий) и епископ Женевский Леонтий (Бартошевич). Позже его титул был изменён на Ричмондский.
В январе 1959 года был освящён Успенский кафедральный собор в Лондоне, в здании которого ранее находился храм шотландских пресвитериан, а в последнее время перед передачей Русской православной церкви за рубежом — мебельный склад.
В сентябре 1963 года решением Архиерейского Синода он становится правящим епископом с титулом Ричмондского и Британского. В Праздник Покрова Пресвятой Богородицы 1968 года награждён саном архиепископа.
В 1973 году паства его чествовала по случаю 90-летия, а в 1974 году было отмечено 20-летие его архипастырского служения.
26 сентября 1976 года на Воздвижение Святого Креста у него появились боли в затылочной части головы. Тем не менее, он отслужил службу и совершил чин воздвижения Креста. На следующий день он не смог служить Божественную литургию. После этого его состояние продолжало ухудшаться, однако архиепископ Никодим отказывался от госпитализации, желая умереть в своей келье. На протяжении всей болезни оставался в сознании, хотя не мог говорить из-за слабости.
Скончался 17 октября 1976 года в Лондоне на 93 году жизни. Похоронен на лондонском Бромптонском кладбище.

## Публикации
- Некоторые особенности гражданской войны на Юге России в 1918—1920 гг. (Ездящая пехота) // Военный сборник / Под ред. полковников Пронина и Патронова. — Кн. I. — Белград, 1921. — С. 116—120.
- Памятные дни: из воспоминаний гвардейских стрелков. Таллинн: Издание Союза царскосельских стрелков: (Книга 1 — 1932, Книга 2 — 1937, Книга 3 — 1939.)